# Lany Mia Bäcker
Lany Mia Bäcker (* 6. März 2008 in Witten) ist eine deutsche Fußballspielerin. Seit dem 1. Juli 2022 ist sie Spielerin der SGS Essen.

## Karriere

### Vereine
Bäcker begann für den in ihrem Geburtsort ansässigen Mehrspartensportverein TuS Witten Stockum mit dem Fußballspielen. Im weiteren Verlauf wirkte sie für den im Dortmunder Stadtteil Hombruch ansässigen Hombrucher SV – gemeinsam mit den Junioren – bis Ende der Saison 2023/2024. Mit dem Zweitspielrecht war sie ebenfalls für die B-Juniorinnen der SGS Essen aktiv. Sie wurde von 2022 bis 2024 in 16 Punktspielen in der Staffel West/Südwest der B-Juniorinnen-Bundesliga eingesetzt, in denen sie vier Tore (alle in ihrer zweiten Saison) erzielte.
Zur Saison 2024/25 rückte sie in die zweite Mannschaft auf, für die sie in der drittklassigen Regionalliga West aktiv ist. Ihr Seniorinnendebüt gab sie zum Saisonstart am 25. August 2024 beim 1:1-Unentschieden im Auswärtsspiel gegen Borussia Mönchengladbach II von Beginn an, bis zu ihrer Auswechslung in der 75. Minute für Jule Laufer.
Am 2. April 2024 unterzeichnete sie ihren ersten Profivertrag mit der SGS Essen. Am 8. September 2024 gab sie ihr Pflichtspieldebüt für die erste Mannschaft der SGS Essen. In der 2. Runde des DFB-Pokalwettbewerbs wurde sie beim 3:0-Sieg beim Drittligisten DJK Wacker Mecklenbeck in der 68. Minute für Lilli Purtscheller eingewechselt. In der Bundesliga gab sie ihren Einstand am 20. Oktober 2024 (7. Spieltag) bei der 0:2-Niederlage im Heimspiel gegen den VfL Wolfsburg als Einwechselspielerin für Natasha Kowalski ab der 88. Minute.

### Nationalmannschaft
Für den DFB kam sie als Nationalspielerin bislang in der U16- und U17-Nationalmannschaft zu Länderspielen. Ihre ersten beiden Länderspiele erfolgten am 8. und 11. November 2023 in zwei Vergleichen mit der U16-Nationalmannschaft Dänemarks, die mit 6:0 und 3:0 beide in Sønderborg gewonnenen wurden. Danach wirkte sie vom 1. bis 6. Februar 2024 in drei Spielen in einem in Albufeira ausgetragenen Vier-Nationen-Turnier gegen die Auswahlen Brasiliens (1:3 i. E.), Portugals (0:1) und der Niederlande (4:1).
Am 21. und 24. September 2024 kam sie in zwei in Freundschaft ausgetragenen Länderspielen gegen die U17-Nationalmannschaft Dänemarks zum Einsatz, die beide in Kolding mit jeweils 2:1 gewonnen wurden. Im Februar 2025 wurde sie in drei Freundschaftsspielen eingesetzt.